# Boeddhistische tempel

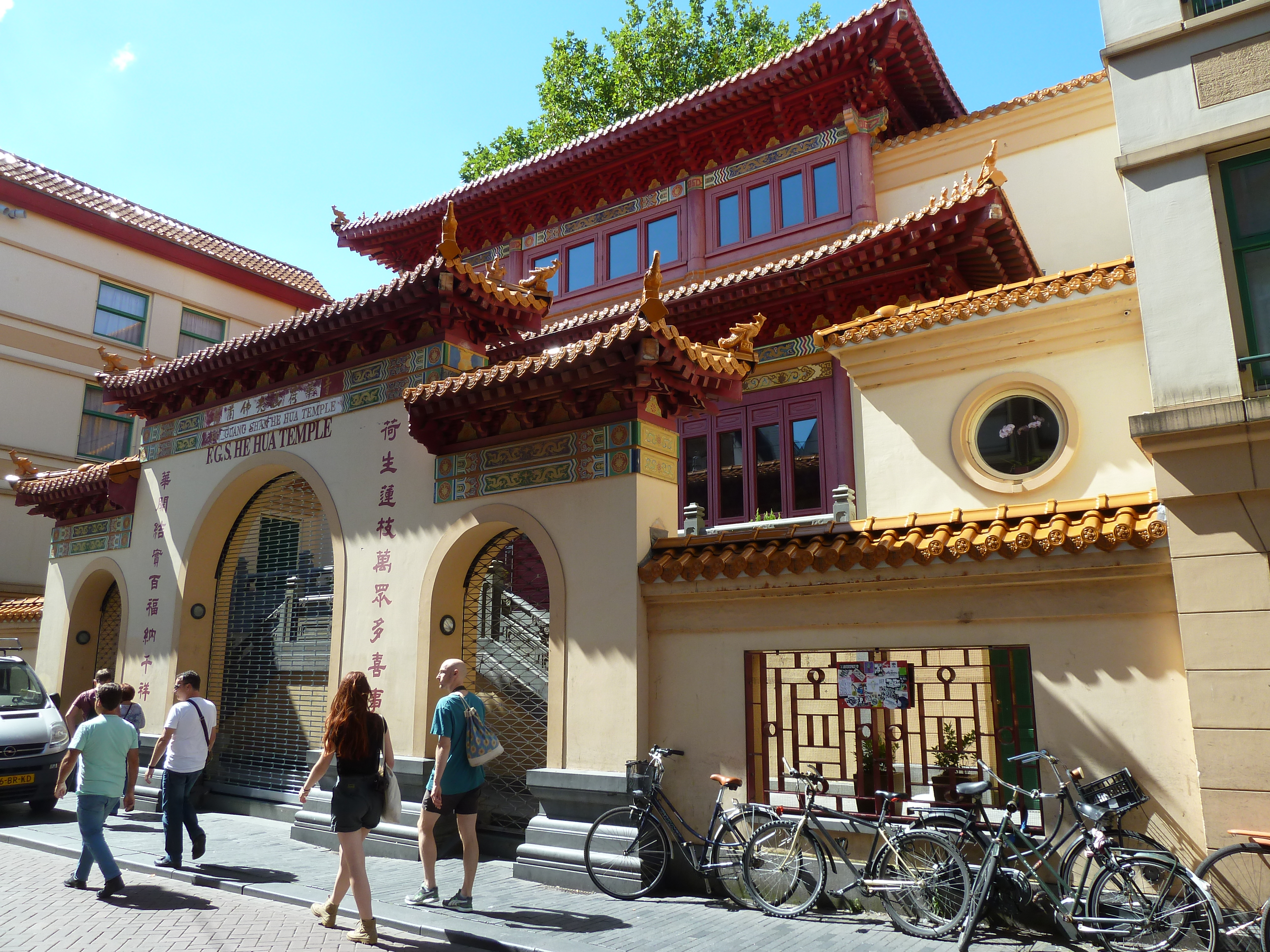
He Hua Tempel in Amsterdam.

Een boeddhistische tempel is een plaats waar boeddhisten kunnen komen om te mediteren. Boeddhistische tempels zijn ontworpen om innerlijke vrede te simuleren.
Een boeddhistische tempel heeft in sommige opzichten meer de eigenschappen van een klooster dan van een tempel. In sommige boeddhistische tradities (bijvoorbeeld de Japanse en in de Thaise Bostraditie) is het begrip klooster meer van toepassing. In Cambodja, Laos en Thailand wordt een boeddhistische tempel een wat genoemd. Veel tempels of tempelcomplexen hebben een pagode of een stoepa.
In de Oost-Aziatische Mahayanatraditie bestaat een boeddhistische tempel meestal niet uit één gebouw, maar uit meerdere gebouwen. Tempels bestaan vaak niet alleen uit de gebouwen, maar ook de omgeving rondom de tempel. Het zijn eerder tempelcomplexen. De gebouwen worden hallen genoemd. Voorbeelden zijn de hal van de Vier Hemelse Koningen en de Mahavirahal. Boeddhistische tempels die maar uit één gebouw bestaan, zijn er ook.
Hieronder volgt een lijst van bekende en belangrijke boeddhistische tempels.

## India
- Mahabodhi Tempel in Bodhgaya
- Het Jetavana Klooster
- De oude tempels in Sanchi
- De oude tempels in Sarnath
- De oude tempels in Lumbini
- De oude tempels in Kushinagara
- De grot-tempels van Ellora
- De grot-tempels van Ajanta

## Theravada

#### Sri Lanka
- De Tempel van de Tand in Kandy
- De oude tempels in de ruïnes van de stad Anuradhapura
- De oude tempels in de ruïnes van de stad Polonnaruwa

#### Myanmar
- De Schwedagonpagode
- De kloosters in de heuvels van Sagain
- De tempels rondom het Inlemeer
- De oude tempels in de ruïnes van de stad Pagan

#### Thailand
- Wat Phra Kaew
- Oude tempels in de ruïnes van de stad Ayutthaya
- Oude tempels in de ruïnes van de stad Sukhothai
- Wat Pho - Bangkok
- Wat Phrathat Doi Suthep - bij Chiang Mai

Zie ook:
- Lijst van boeddhistische tempels in Thailand

#### Laos
- Wat Si Saked
- Pha That Luang
- Luang Prabang

#### Cambodja
- Angkor Wat
- Wat Koh
- Wat Lang Ka
- Wat Ounalom
- Wat Phnom
- Zilveren Pagode (Wat Preah Keo)

## Mahayana

#### China
- Da Bei Yuan
- Zes Bodhibomentempel
- Guangxiaotempel
- Klooster van de Tienduizend Boeddha's
- Po Linklooster

#### Japan
De Japanse Boeddhistische tempels en de jinja's (shinto-heilgdommen) vertonen grote overeenkomst in bouw. Deze bestaan vaak uit een ommuurd terrein met een toegangspoort en meerdere gebouwen.
- Antai-ji
- Buttsu-ji
- Byodo-in
- Daitoku-ji
- Eigen-ji
- Engaku-ji
- Enryaku-ji
- Ginkaku-ji
- Hase-dera (Kamakura)
- Horyu-ji
- Kencho-ji
- Kennin-ji
- Kinkaku-ji
- Kiyomizu-dera
- Kogaku-ji
- Kokutai-ji
- Kotoku-in
- Nanzen-ji
- Rinno-ji
- Ryoan-ji
- Shokoku-ji
- Tenryu-ji
- To-ji
- Todai-ji
- Zenko-ji

#### Zuid-Korea
- Haeinsatempel Janggyeong Panjeon
- Seokguramgrot en Bulguksatempel

#### Indonesië
- Borobudur

### Tibetaans boeddhisme
Zie: Lijst van Tibetaanse kloosters

#### Bhutan
- Jampey Lhakhang
- Kuje Lhakhang
- Kyichu Lhakhang
- Taktshang

#### China
- Yonghetempel
- Putuo Zongcheng
- Puningtempel
- Ramoche
- Jokhang